# انقلاب 2010 في النيجر
في 18 فبراير 2010، وقع انقلاب عسكري في النيجر. حيث هاجم الجنود القصر الرئاسي في نيامي في منتصف النهار واعتقلوا الرئيس تانجي مامادو، الذي كان يترأس اجتماعًا حكوميًا في ذلك الوقت. في وقت لاحق من اليوم نفسه، أعلن المتمردون على شاشات التلفزيون تشكيل المجلس الأعلى لاستعادة الديمقراطية (CSRD)، برئاسة سالو جيبو.